# Weisburd
Weisburd är en ort i Argentina.   Den ligger i provinsen Santiago del Estero, i den norra delen av landet, 900 km norr om huvudstaden Buenos Aires. Weisburd ligger 155 meter över havet och antalet invånare är 1 842.
Terrängen runt Weisburd är mycket platt. Trakten runt Weisburd är nära nog obefolkad, med mindre än två invånare per kvadratkilometer.. Det finns inga andra samhällen i närheten.
Trakten runt Weisburd består i huvudsak av gräsmarker.